# Krone (Vereinsgoldmünze)
Die Goldmünzen „Krone“ und „Halbe Krone“ sind Handelsmünzen, die von 1857 bis 1871 als Vereins-Goldmünzen gemäß Wiener Münzvertrag vom 24. Januar 1857 ausgeprägt wurden.

## Vorgeschichte
Die revolutionären Ereignisse von 1848, die fehlende Zolleinigung mit Deutschland und der Machtkampf mit Preußen lösten in Österreich eine Währungskrise aus. Es gab kaum Umlaufmünzen zur Sicherung des täglichen Zahlungsverkehrs. Österreich hoffte durch einen neuen Zoll- und Handelsvertrag mit den deutschen Staaten die Probleme lösen zu können. Es kam 1853 zum Abschluss eines Handelsvertrages, der auch eine neue Münzkonvention vorsah. Die 1854 aufgenommenen Verhandlungen scheiterten jedoch. Österreich wollte eine Goldwährung, während Preußen und andere deutsche Länder an der bewährten Silberwährung festhielten. Sie waren nur bereit, eine gemeinsame Handelsgoldmünze ohne fixen Kassenkurs zu akzeptieren.
Dem neuen Finanzminister Karl Ludwig von Bruck (1798–1860) war eine Einigung in der Münzfrage wichtiger als der Übergang Österreichs zu einer Goldwährung. Er erreichte eine Wiederaufnahme der Verhandlungen im Januar 1856. Als Ergebnis vereinbarten Österreich, Liechtenstein und die deutschen Zollvereinsstaaten den Wiener Münzvertrag vom 24. Januar 1857. Der Vertrag trat am 1. Mai 1857 in Kraft und sollte zunächst bis Ende 1878 dauern.

## Vertragsvereinbarungen über eine Vereinsgoldmünze
Mit Einigung auf die neue Silberwährung und auszuprägenden Vereinstalern war auch klar, dass für die Teilnahme am Welthandel eine gemeinsame Goldmünze notwendig war. Die Artikel 18 bis 20 des Wiener Münzvertrages enthalten die dafür notwendigen Bestimmungen.

### Name der Vereinsgoldmünze
Bei der Suche nach dem Namen für die neue Goldmünze hatte man zunächst Jacob Grimm um Hilfe gebeten. Sein Vorschlag war, in Anlehnung an das Wort „Silberling“ von Martin Luther, den Namen „Goldling“ bzw. „Golding“ zu verwenden. Doch man hatte sich entschieden, der neuen Münze mit einem oben offenen Eichenkranz ein unverwechselbares Aussehen zu geben. Der Eichenkranz entsprach der Gestalt der römischen Corona und damit entstand die deutsche Münzbezeichnung Krone.
Hinweis: Jeweils mit Gesetz vom 2. August 1892 führten Österreich und Ungarn eine neue Goldwährung unter der Bezeichnung „Kronenwährung“ ein. Die danach geprägten Kronenstücke haben nichts mit der Vereinskrone zu tun.

### Münzgewicht
Österreich und weitere deutsche Länder konnten Preußen überzeugen, die Kölner Mark zu 233,8555 g laut Dresdner Münzkonvention nicht mehr als Münzgewicht zu verwenden. Das Zollpfund zu 500 g wurde neues gemeinsames Münzgewicht mit dezimaler Unterteilung.

### Stückelung und Münzfuß
Bei den Verhandlungen über den Münzfuß wollte Österreich einen geringen Goldgehalt. Die vorgeschlagenen 70 Stück aus dem Zollpfund würden je Münze 7,143 g Gold entsprechen (ähnlich dem späteren 20-Goldmark-Stück der Reichswährung). Preußen bevorzugte jedoch, wie bei den britischen und russischen Goldmünzen, ein Feingewicht von 10 g Gold. Nachdem Bayern und Sachsen diesen Vorschlag unterstützten, kam es zur Einigung über den Münzfuß:
- Krone zu 1/50 aus dem Pfund (= 500 g) Feingold
- Halbe Krone zu 1/100 aus dem Pfund (= 500 g) Feingold.

Im Gegenzug wurde Österreich gestattet, den bisherigen Dukaten als Handelsmünze für die südöstlichen Nachbarn zeitlich begrenzt bis 1865 prägen zu dürfen. Er sollte jedoch keine kleinste Vereinsmünze sein. Die Ausprägung des Dukaten regelt Artikel 20 Kaiserliches Patent vom 19. September 1857:
- Münzfuß 81 189/855 Stück aus 0,561288 Pfund Feingold (alt = 1 Wiener Mark)
- Feingehalt 23 Karat 8 Gran = 986,5 ‰

Österreich nutzte diese Ausnahmeregelung für eine umfangreiche Dukatenprägung in den Jahren von 1857 bis 1867 und erfüllte sich somit seine Wünsche nach einer kleinen Goldmünze:
- Prägung von 1 und 1/2 Kronen im Wert von 498.656,5 Kronen = 4.637.505 Taler
- Prägung von 1 und 4 Dukaten im Wert von 15.055.019 Dukaten = 48.185.093 Taler

### Mischungsverhältnis
Nach langwierigen Verhandlungen einigten sich alle Länder auf das Mischungsverhältnis von Gold 900 ‰ und Kupfer 100 ‰. Unter Berücksichtigung des Münzfußes ergab sich ein Gewicht von 45 Kronen bzw. 90 Halbe Kronen auf jeweils 1 Pfund (= 500 g).
Argumente für diese Einigung waren, dass die Feinheit der damals umlaufenden Goldmünzen überwiegend bei 900 ‰ Gold lag.
- nordamerikanische, französische, belgische und niederländische Goldmünzen 900 ‰
- britische und russische Goldmünzen 917 ‰
- Dukaten 986 ‰
- Hannover Pistolen 896 ‰
- Friedrich d’or 903 ‰

Es wurde angenommen, dass Großbritannien auch in absehbarer Zeit auf 900 ‰ wechselt. Die russischen Goldmünzen mit 917 ‰ konnten ohne Probleme eingeschmolzen und mit 900 ‰ wieder ausgeprägt werden.
Hannover und Preußen wollten auf die weitere Prägung ihrer bisherigen Goldmünzen mit dem abweichenden Mischungsverhältnis verzichten. Dafür wurde Hannover gestattet, auch Landesgoldmünzen aus dem Harz-Gold als Gedenkmünzen im Umfang von jährlich 2,5 Pfund Gold zu prägen (tatsächlich sind keine Prägungen bekannt).
Die Prägung anderer Goldmünzen wurde im Vertrag untersagt.
Es gab jedoch keine Regelungen zum Einziehen der bisher ausgeprägten Goldmünzen. Allerdings wurde eine allmähliche Einziehung vorausgesetzt.
Nur im nicht öffentlichen Separat-Artikel wurde erlaubt, dass bisher geprägte Goldmünzen bei der Erfüllung gesetzlicher oder vertraglicher Verpflichtungen zugelassen waren.
Das Kursverhältnis zu den bisher geprägten Goldmünzen wurde durch die Länder festgelegt:
- Königreich Sachsen: 5 Taler Goldmünze = 0,6032 Krone und 1 Dukat = 0,3442 Krone[8]
- Königreich Hannover: Pistole = 5 Taler 13 Groschen 8 Pfennig Courant, wobei die Krone mit 9 Taler 5 Groschen Courant an öffentlichen Kassen angenommen wurde.[9]

### Fehlergrenzen
Der Vorschlag der Münzsachverständigen über folgende Fehlergrenzen wurde im Münzvertrag aufgenommen:
- Abweichung im Feingehalt 2,0 ‰
- Abweichung im Gewicht 2,5 ‰
- Passiergewicht 5,0 ‰

Aus vorstehenden Vertragsbestimmungen ergeben sich folgende technische Daten der Vereinsgoldmünze:
| Nominal   | Feingehalt   | Feingewicht | Rauhgewicht       | Durchmesser | Dicke        |
| --------- | ------------ | ----------- | ----------------- | ----------- | ------------ |
| 1 Krone   | 900 ‰ ±1,8 ‰ | 10,00 g     | 11,111 g ±0,027 g | 24 mm       | 1,65–1,82 mm |
| 1/2 Krone | 900 ‰ ±1,8 ‰ | 5,00 g      | 5,555 g ±0,013 g  | 20 mm       | 1,25–1,32 mm |

1. ↑  Die Dicke der Münzen war nicht vorgeschrieben. Es handelt sich um die gemessenen Werte der in diesem Artikel abgebildeten Münzen.

### Gepräge
Das Aussehen der in Ringprägung herzustellenden Vereinsgoldmünze wurde im Vertrag geregelt:
- Avers: Bildnis des Landesherrn bzw. Stadtwappen für Frankfurt a. M.
- Revers: Name der Münze und Jahreszahl der Prägung „in einem offenen Kranze von Eichenlaub (corona)“, Bezeichnung „Vereinsmünze“ und Angabe des Teilverhältnisses zum Pfund feinen Goldes
- Rand glatt und vertiefte Randschrift mit Verzierung

Gemäß Separat-Artikel mussten alle mit der Jahreszahl 1857 geprägten Münzen dem Wiener Münzvertrag entsprechen.

## Verhältnis zur Silberwährung
Die neue Goldmünze durfte nur Handelsmünze sein, deren Silberwert durch Angebot und Nachfrage zu bestimmen war. Es gab kein festes Wertverhältnis zur Silberwährung. Für Zahlungen an die Staatskasse konnte ein Kassenkurs, jeweils für einen Zeitraum von maximal 6 Monaten, bestimmt werden. Der kursabhängige Wert der Krone schwankte wegen der stabilen Gold- und Silberpreise nur zwischen 9,1 und 9,3 Taler. Zu den drei Vertragswährungen ergab sich bei einem Gold-Silber-Wertverhältnis von 1: 15,5 folgender Kurs:
1 Krone = 9,3 Taler Talerwährung = 16,275 Gulden süddeutsche Währung ≡ 13,95 Gulden österreichische Währung.
Niemand war verpflichtet, die Vereinsgoldmünze als Zahlmittel anzunehmen.
Es sollte unbedingt verhindert werden, dass es zu einer Doppelwährung kommt bzw. die Vereinsgoldmünze die Silberwährung verdrängen könnte. Deshalb sollte sich der Wert der Vereinsgoldmünze auch nicht einem runden Vielfachen (etwa 10 Taler) der Vereinsmünze annähern. Aus diesen Gründen fehlte auf dem Gepräge, im Unterschied zu früheren Goldtalern, das Wertverhältnis zum Taler.
Die Befürchtungen waren unbegründet. Während der Vertragszeit wurden Vereinsmünzen in Silber im Wert von 385 Mio. Talern und Vereinsgoldmünzen nur im Wert von 14,75 Mio. Taler geprägt.

## Geltungsbereich
Das Gebiet umfasste die Länder des Zollvereins ohne Luxemburg. Außerdem im Fall von Österreich und Preußen auch die Gebiete, die nicht zum Deutschen Bund gehörten.
Der Vertrag galt nicht in den Hansestädten Hamburg, Bremen und Lübeck, Mecklenburg-Schwerin und Mecklenburg-Strelitz sowie Limburg und Luxemburg. Schleswig und Holstein gehörten nach 1864 zum Münzverein. Durch Auflösungsvertrag vom 13. Juni 1867 endete ab 1. Januar 1868 die Mitgliedschaft von Österreich und Lichtenstein.
Für die übrigen Mitglieder des Münzvereins galten die Bestimmungen des Münzvertrages bis zum Inkrafttreten der Reichsmünzgesetze 1871/1873.
Das Gebiet der Münzvereinsstaaten 1857 umfasste etwa 70 Mio. Einwohner. Es waren 16 Münzstätten eingebunden. Die Vertragsbestimmungen wurden im Wesentlichen während der Vertragslaufzeit eingehalten. Damit war die Vereinsgoldmünze neben dem Dukaten in Österreich und in Hamburg die einzige Goldmünze, die in der Zeit von 1857 bis 1871 ausgeprägt wurde. Bremen akzeptierte sie als Währungsmünze zu einem festen Kurs von 8,4 Taler Gold pro Krone.
Die Außerkurssetzung der Vereinsgoldmünzen erfolgte ab 1. April 1874 für die Halbe Krone im Wert von 13,95 Mark und für die Krone von 27,90 Mark Reichswährung.

## Ausprägung der Vereinsgoldmünze

### Entwicklung der Ausprägung insgesamt
Der Wiener Münzvertrag enthielt keine Verpflichtung, aber auch keine Beschränkung zur Ausprägung der Vereinsgoldmünze. Tatsächlich beteiligten sich während des Vertragszeitraumes nur sechs Länder an der Ausprägung:
| Staaten              | Eine Krone | Halbe Krone | Gesamtwert | Anteile |
| -------------------- | ---------- | ----------- | ---------- | ------- |
|                      | Stück      | Stück       | in Krone   |         |
| Kaisertum Österreich | 101.607    | 794.099     | 498.657    | 29,9 %  |
| Kgr. Hannover        | 774.191    | 20.210      | 784.296    | 47,0 %  |
| Kgr. Preußen         | 212.269    | 132.444     | 278.491    | 16,7 %  |
| Kgr. Sachsen         | 49.600     | 14.278      | 56.739     | 3,4 %   |
| Kgr. Bayern          | 1.860      | 4.013       | 3.867      | 0,2 %   |
| Hzm. Braunschweig    | 45.298     | 0           | 45.298     | 2,7 %   |
| Gesamt               | 1.184.825  | 965.044     | 1.667.347  | 100,0 % |

Frankfurt a. M. wollte sich ebenfalls an der Ausprägung der Vereinskrone beteiligen. Die amtliche Bekanntmachung des Bürgermeisters Neuburg erschien am 15. Mai 1858. Wegen der Annexion Frankfurts durch Preußen fand die Ausprägung nicht statt. Die schon fertiggestellten Frankfurter Stempel wurden nach Berlin abgeliefert.
Die Auflagen in den Prägejahren unterlagen aus politischen und wirtschaftlichen Gründen starken Schwankungen.
Von 1857 bis 1859 entstand nach der Zahlungsunfähigkeit von amerikanischen Banken eine sich weltweit ausbreitende Finanz- und Wirtschaftskrise. Es kam zu einem verstärkten Geldabfluss in die USA. Friedrich Engels schrieb am 7. Februar 1857 an Karl Marx:

„Alles ist wertlos, absolut wertlos, außer Silber und Gold.“

Um einen Zusammenbruch der Banken zu verhindern, mussten die Prägeanstalten bis an die Grenze ihrer Kapazitäten arbeiten. Der Markt wurde mit Gold- und Silbermünzen geflutet. Daraus resultierte die hohe Produktion der ersten Jahre. Es gelang die Krise relativ schnell zu überwinden. Die Kehrseite war, dass die ins Ausland abgeflossenen Goldmünzen sofort eingeschmolzen wurden. Deshalb wurden bei der Außerkurssetzung der Vereinskrone zum 1. April 1874 von den 2.138.256 geprägten Goldkronen, nur noch 332.091 Stück bis zum Ablauf der Umtauschfrist am 30. Juni 1874 eingelöst.
Die hohe Auflage 1865 resultierte fast vollständig aus der Prägung in Hannover vor Annexion durch das Königreich Preußen. Außerdem gab es eine eigenständige Goldwährung neben der offiziellen Silberwährung.
Für die letzten drei Jahre gab es kaum Interesse an der weiteren Ausprägung der Vereinsgoldmünze. Nachdem am 23. Dezember 1865 in Paris die Lateinische Münzkonvention mit dem goldenen 5-Franken-Stück beschlossen wurde, verstärkten sich die Forderungen nach Abschaffung der Vereinskrone.
Vom 17. Juni bis 6. Juli 1867 fand in Paris unter Teilnahme fast aller europäischen Staaten und der USA eine Münzkonferenz statt. Die Forderung nach einer Goldwährung, eventuell sogar mit einer Weltmünzeinheit, fand Anhänger. Auch der Deutsche Handelstag diskutierte 1867 und 1868 die Einführung einer Goldwährung. Auf der Vollversammlung vom 20.10. bis 21. Oktober 1868 war klar, dass es eine neue Goldmünze geben würde. Termin sollte der 1. Januar 1872 sein.
Die auf dem Weltmarkt anerkannt englische Goldmünze Sovereign wurde weiterhin auch auf deutschen Handelsplätzen verwendet. Die Prägeauflage der Vereinskrone von insgesamt 14,75 Mio. Taler war viel zu gering. Jährlich wurden allein auf den Leipziger Messen Waren im Wert von 60 Mio. Taler umgesetzt.

### Ausprägung im Kaisertum Österreich
Das Kaisertum Österreich entschied sich gemäß Artikel 13 bis 18 Kaiserliches Patent vom 19. September 1857 für die Ausprägung beider Vereinsgoldmünzen. Danach galt für alle Vereinsgoldmünzen folgendes Gepräge:
- Avers: Brustbild des Kaisers mit der Umschrift „FRANZ JOSEPH I. V. G.G. KAISER V. OESTERREICH“ (Franz Joseph der Erste, von Gottes Gnaden Kaiser von Oesterreich)
- Randschrift: Wahlspruch „MIT VEREINTEN KRAEFTEN“ und sechszackiger Stern

Weiter wurde in Artikel 21 Kaiserliches Patent festgelegt, dass die Einfassung aller Münzstücke auf beiden Seiten aus einem flachen Stäbchen besteht, dessen innerer Umfang ein Perlkreis (Perle an Perle anliegend) berührt.
Die Münzstücke hatten die festgelegten Münzstättenzeichen aufzuweisen: A = Wien, B = Kremnitz, E = Karlsburg, M = Mailand, V = Venedig
Über 91 % der Gesamtauflage von 91.056 Stück der Eine-Krone-Münze wurden allein im Jahr 1858 ausgeprägt.
| Prägestätte | Eine Krone   |
| Wien        | 47.000 Stück |
| Karlsburg   | 31.000 Stück |

| Prägestätte | Eine Krone  |
| Mailand     | 3.974 Stück |
| Venedig     | 1.185 Stück |

Danach gab es nur noch in Wien Prägungen:
| 1860      | 1861        | 1863        | 1864        | 1865        |
| 557 Stück | 2.010 Stück | 1.000 Stück | 1.530 Stück | 2.800 Stück |

Rund 79 % der Gesamtauflage von 794.099 Stück Halbe-Krone-Münzen wurden von 1858 bis 1861 in der Münzstätte Wien geprägt. Weitere 67.000 Stück prägte die Münzstätte Kremnitz und 97.000 Stück Karlsburg. Die Münzstätte Venedig war nur 1858 mit 947 Exemplaren beteiligt.
Im Zeitraum von 1863 bis 1865 prägte nur Wien die letzten 2.370 Stück.
Von 1858 bis 1865 gab es keine Änderungen bei der Gestaltung der Münzen. Nur 1866 sollen von der Münzstätte Wien wenige Exemplare mit einem Kopfbild mit längerem Backenbart existieren.

### Ausprägung im Königreich Preußen
Das Königreich Preußen beteiligte sich gemäß § 11ff. des Münzgesetzes vom 4. Mai 1857 an der Ausprägung beider Vereinsgoldmünzen. Andere Goldmünzen durften nicht mehr gemünzt werden.
Einzelheiten regelte die „Verordnung, betreffend die Form und das Gepräge der Münzsorten, welche in Gemäßheit dieses Gesetzes ausgeprägt werden“ vom 21. Juni 1858.
Die Prägung erfolgte ab Jahreszahl 1858 im polierten Ring.
- Avers: Brustbild des Königs mit der Umschrift FRIEDR. WILHELM IV KOENIG V. PREUSSEN, unter dem Hals das Münzzeichen A
- Revers: Eichenkranz in Gestalt der römischen Corona, oben geöffnet, darin die Aufschrift 1 KRONE mit der Jahreszahl darunter; über dem Kranze die Umschrift VEREINSMÜNZE und unter dem Kranze in kleiner Schrift: 50 EIN PFUND FEIN, beide Umschriften getrennt durch zwei Rosetten auf der Mittellinie, die das Wort KRONE der Länge nach durchschneidet;
- Rand: auf beiden Geprägeseiten am Rande ein Perlkreis mit flachen Randstäbchen; auf dem glatten Kantenrand die vertiefte Inschrift: GOTT MIT UNS, die einzelnen Worte getrennt durch vertiefte laubähnliche Verzierungen.

Analog war die Gestaltung der Halben Krone. Die Ausprägung erfolgte unter Regentschaft von König Friedrich Wilhelm IV. und Wilhelm I.
| Prägezeitraum     | Eine Krone   | Halbe Krone |
| Münzstätte Berlin |              |             |
| 1858–1860         | 57.047 Stück | 2.036 Stück |

| Prägezeitraum       | Eine Krone    | Halbe Krone  |
| Münzstätte Berlin   |               |              |
| 1861–1864           | 11.491 Stück  | 14.847 Stück |
| 1866–1868           | 102.171 Stück | 20.049 Stück |
| 1870                | 1.764 Stück   | -            |
| Münzstätte Hannover |               |              |
| 1867–1868           | 39.796 Stück  | 3.718 Stück  |

Die in der Münzstätte Hannover 1867 und 1868 unter preußischer Herrschaft geprägten Stücke waren preußische Kronen.

### Ausprägung im Königreich Hannover
Das neue Münzgesetz wurde in der Gesetzessammlung für das Königreich Hannover am 3. Juni 1857 bekannt gegeben.
Die Münzstätte Hannover prägte unter König Georg V. von 1857 bis zur Besetzung durch Preußen im Juni 1866 mit Abstand die meisten Ein-Kronen-Stücke. Die sehr hohe Auflage von 774.191 Stück rührte daher, dass durch die frühere Bindung an England eine eigenständige Goldwährung neben der Silberwährung existierte. Außerdem verfügte das Land über Goldbergwerke im Harz. Hinzu kam die Finanzierung des Krieges, die 1865 mit 319.603 Stück Ein-Kronen-Münzen zur höchsten Jahresproduktion aller Staaten des Wiener Münzvertrages führte.
Die Bildseite stammt vom Medailleur Heinrich Friedrich Brehmer, dessen Signatur sich beim Ein-Kronen-Stück am Halsabschnitt befindet. Das Münzmeisterzeichen B unter dem Kopfbildnis steht für den Münzmeister Theodor Wilhelm Brüel.
Die Randschrift NEC ASPERA TERRENT = (Selbst) Schwierigkeiten (wörtlich: die rauen Dinge) schrecken uns nicht. ist die Devise des Guelphen-Ordens. Der Guelphen-Orden war eine Auszeichnung des Königreichs Hannover und wurde am 12. August 1815 von dem Prinzregenten und späteren König Georg IV. gestiftet. Diese Devise wird auch für die Randschrift der Braunschweiger Kronen verwendet.
Der Umrechnungskurs zur Talerwährung wurde 1858 für Zahlungen an die Königlichen Kassen wie folgt bekanntgemacht:
1 Krone = 9 Taler 5 Groschen und 1 Pistole (5 Goldtaler) = 5 Taler 13 Groschen 8 Pfennige.

### Ausprägung im Königreich Sachsen
Das Königreich Sachsen regelte mit § 7ff. der Verordnung wegen vertragsmäßiger Modifizierung der hierländischen Münzverfassung vom 19. Mai 1857 die Ausprägung beider Vereinsgoldmünzen.
Alle Prägungen erfolgten unter König Johann in der Münzstätte Dresden. Beim Wechsel der Münzmeister gab es, abgesehen vom Münzmeisterzeichen, keine Änderungen am Gepräge.
Es wird unverändert das Kopfbild des Königs von 1855 verwendet, entworfen vom ersten Graveur der Königlichen Münzstätte Karl Christian Friedrich Ulbricht, der von 1848 bis 1860 in Dresden tätig war. Ulbricht gestaltete das Porträt nach der im Jahr 1855 vom Bildhauer Ernst Rietschel geschaffenen Büste des Königs im Stil des Klassizismus.
König Johann war der letzte sächsische König, der in der Titelumschrift nicht auf das Gottesgnadentum verzichtete.
| Münzmeister                              | Eine Krone   | Halbe Krone |
| F = Gustav Theodor Fischer von 1857–1859 | 17.230 Stück | 7.286 Stück |
| B = Gustav Julius Buschick von 1860–1871 | 32.370 Stück | 6.992 Stück |

Der Jahrgang 1871 wurde nur in Sachsen geprägt und damit auch die letzte Vereinskrone.
Obwohl die Stückzahlen niedrig sind, bedeuten sie doch eine deutlich höhere Goldausprägung gegenüber dem Zeitraum der Dresdner Münzkonvention.
| Zeitraum                            | Jahre | Anteile am Gesamtwert | Taler Gold |
| Wiener Münzkonvention 1806–1837     | 32    | 91,8 %                | 8.457.232  |
| Dresdner Münzkonvention 1838–1857   | 20    | 2,5 %                 | 228.943    |
| Wiener Münzvertrag 1858–1871 / 1873 | 14    | 5,7 %                 | 521.996    |
| Gesamtwert                          |       |                       | 9.208.171  |

Der in Sachsen bis 1873 nachgeprägte Sophiendukat war keine Handelsmünze, sondern Medaille und bedurfte dafür keiner Genehmigung.

### Ausprägung im Königreich Bayern
Das Königreich Bayern regelte die Ausprägung in § 16ff. der Königlich Allerhöchste Verordnung, die Ausführung des Münzvertrages vom 24. Januar 1857 betreffend vom 25. August 1858.
Fast alle Stücke wurden in äußerst geringer Auflage von 1857 bis 1861 in der königlichen Münzstätte München unter König Maximilian II. Joseph geprägt. Die einzelnen Exemplare von 1864 bis 1869 unter König Ludwig II., sind wohl eher zu den Probeprägungen zu rechnen.
Die Bildseite beider Münzen stammt vom Medailleur Carl Friedrich Voigt. Dessen Signatur befindet sich jeweils unter dem Kopfbildnis.
Der Umrechnungskurs zur süddeutschen Guldenwährung wird mit etwa 1 Vereinskrone = 15 Gulden 54 Kreuzer angegeben.

### Ausprägung im Herzogtum Braunschweig
Das Gesetz, die neue Münzverfassung betreffend, stammte vom 15. Mai 1857.
Gemäß Anlage zu § 25 der Münzverfassung wird die äußere Form der Münzen gemäß Wiener Münzvertrag beschrieben.
Nach § 30 Münzverfassung blieben die alten Goldmünzen (Pistolen) zu 10, 5 und 2½ Goldtaler für Zahlungen laut Gesetz oder Vertrag Zahlungsmittel zum Kurs von 1 Krone = 8 393/1000 Taler Gold.
Die Prägung aus Harzgold in der Münzstätte Braunschweig unter Herzog Wilhelm erfolgte nur 1858 mit 31.865 Stück und 1859 mit 13.433 Stück Ein-Kronen-Münzen.
Unter dem Kopfbild befindet sich das Münzmeisterzeichen B für Münzmeister Johann W. Chr. Brumleu. Die Münzstätte wurde 1860 geschlossen.